# Florenssynoden
Florenssynoden, en 1787 av storhertig Leopold I av Toscana sammankallad synod av landets samtliga biskopar.
Inför denna framlade han ett kyrkligt reformprogram, som året förut vunnit anslutning av ett stiftsmöte i Pistoja och som bland annat innefattade antagandet av de gallikanska artiklarna samt ett uttalande mot kyrkans rätt att fastställa nya dogmer. De påtänkta förändringarna rönte emellertid av mötets majoritet ett så starkt motstånd, att Leopold upplöste detsamma.